# Peliny

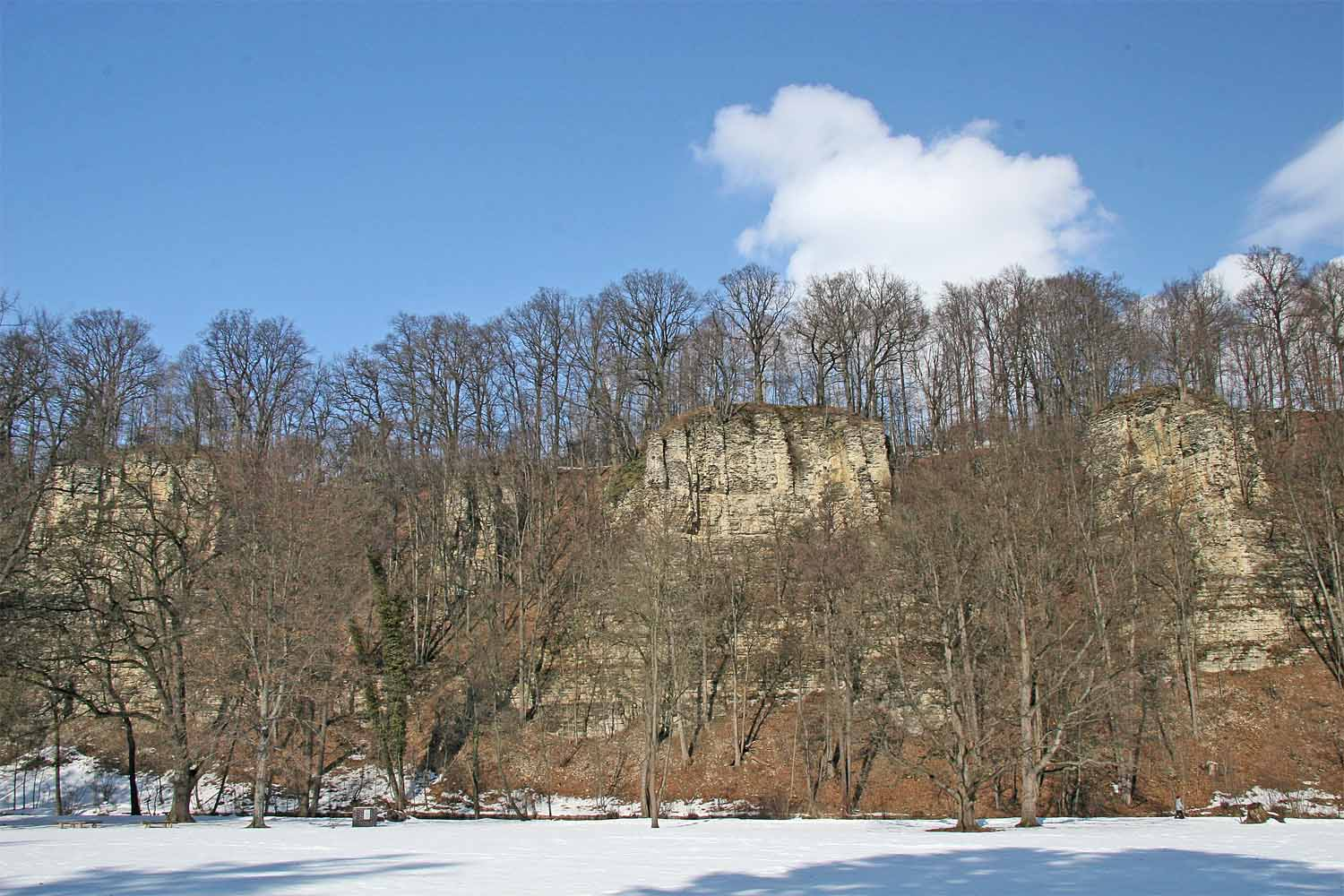
Pläner-Felsen im Naturreservat Peliny bei Choceň

Das Naturreservat Peliny befindet sich im Okres Ústí nad Orlicí, Tschechien. Das 1948 ausgerufene Reservat ist 3,31 Hektar groß und liegt im Katastergebiet der Stadt Choceň. Der Name Peliny stammt von der Mühle Pelín, die hier im Mittelalter stand. Über den Felsen in Peliny lag einst eine Feste namens Vranov oder Koutníkov. Von ihr sind jedoch fast keine Überreste erhalten.

## Schutzzweck
Schutzzweck sind Schluchtwälder und auffällige Pläner-Felsen über dem Fluss Stille Adler nahe Choceň, fünf Minuten Fußmarsch von der Stadtmitte entfernt. Mit Ausnahme der Felsspitzen ist das ganze Gebiet bewaldet. Es handelt sich um eine regional bedeutende botanische und zoologische Lokalität. Sie liegt auf der Haupt-Migrationstrasse der wärmeliebenden Flora und Fauna zwischen Mähren und Tschechien. Die Spitzen der Felsen waren postglazial nie bewaldet, so dass sich hier einige Relikte erhalten haben. Einige wärmeliebende Pflanzenarten kommen hier isoliert vor.

## Geologie
Im Reservat befinden sich etwa 21 verschiedene Felswände und Felstürme, die eine Höhe von bis zu 35 Metern erreichen. Zwischen den einzelnen Felsen liegen bewaldete Schluchten. Die Felsen unterliegen der Erosion und bröckeln ab. Dank der ungleichmäßigen Schichtung entstanden hier einzelne Felsformationen, viele kleine Spalten und Höhlen. Am bekanntesten ist das sogenannte Pferdeloch (Koňská díra), mit dem sich lokale Sagen verbinden. Die Felsen bestehen aus Pläner-Sedimenten der Kreidezeit.

## Flora und Fauna
Die steilen Wände sind mit Schluchtwäldern von urwaldartigem Charakter bewachsen, mit beinahe natürlicher Zusammensetzung der Baumstufe. Es handelt sich um die wärmeliebende Variante des Schluchtwaldes (Tilio-Aceretum). In höheren Lagen finden sich Traubeneichen-Hainbuchenwälder (Melampyro nemorosi-Carpinetum), auf kalkfreien Gebieten mit dem Übergang zu bodensauren Eichenwäldern. Im tieferen Teil beim Fluss findet sich ein schwach ausgeprägter Auwald. Auf den Felsspitzen hat sich Felsenvegetation entwickelt.
Die Flora der hiesigen Wälder verfügt über einen reichen Frühlingsaspekt. Es findet sich hier zum Beispiel das Leberblümchen, das Buschwindröschen, das Gelbe Windröschen, das Wald-Veilchen, das Hügel-Veilchen, der Hohle Lerchensporn, die Pfirsichblättrige Glockenblume, der Türkenbund und viele andere Arten. Interessant ist das Vorkommen einiger isolierter Arten. Ein Beispiel ist das Goldgelbe Steinkraut, das im Mai mit seinen gelben Blüten vom weiten auf den Felsen sichtbar ist. Es ist jedoch strittig, ob diese Art hier endemisch ist. Unstrittig ist dies beim Bleichen Schafschwingel. Die Gemeine Pimpernuss kommt in Mähren vor, westlich von hier ist sie mit Sicherheit eingewandert. Relativ isoliert wächst hier auch die Schwalbenwurz und die Gewöhnliche Zwergmispel. Die Heilwurz-Population hängt möglicherweise mit der ehemaligen Feste Vranov zusammen. Ein auffälliges Gras ist das Zwiebel-Rispengras, das hier jedoch nicht isoliert vorkommt. In Peliny wachsen noch dutzende weitere Pflanzenarten.
Einige seltene Arten von Weichtieren leben hier, zum Beispiel die Wirtelschnecke. An Vögeln finden sich zum Beispiel der Buntspecht, die Kohlmeise, die Blaumeise, der Kleiber und der Waldbaumläufer, von den Eulen kommen der Waldkauz und der Uhu vor.